# Rali da Argentina

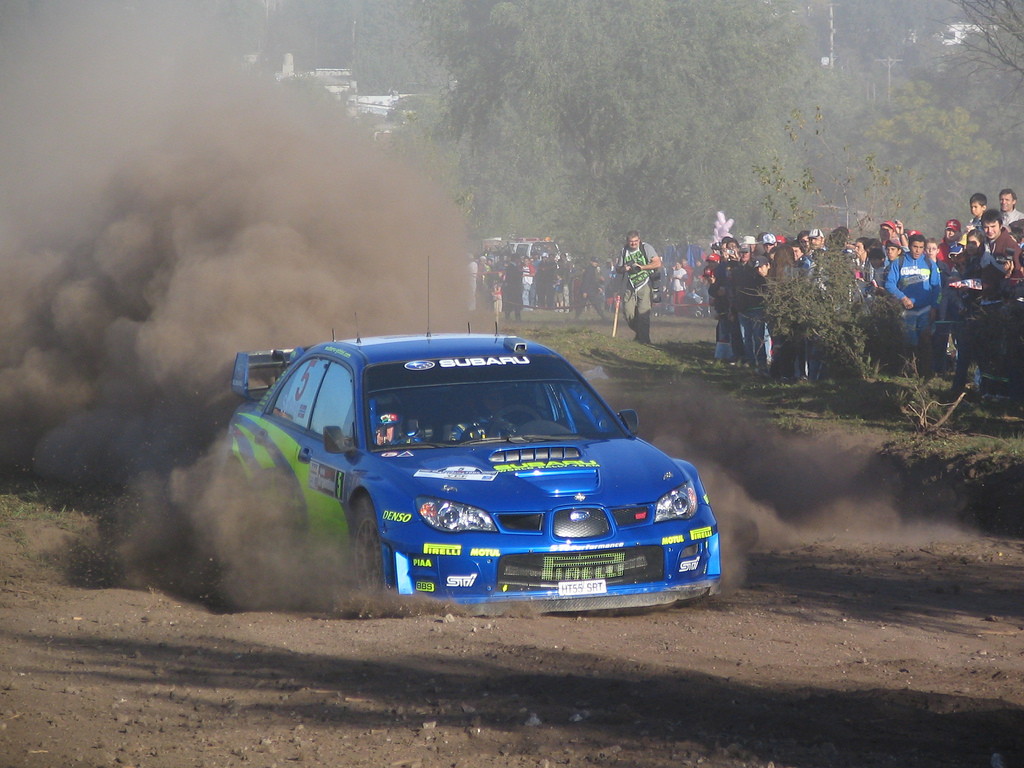
Petter Solberg no rali em 2006.

O Rali da Argentina é uma competição de rali realizada em Villa Carlos Paz, na Argentina. O traçado do evento usa estradas de cascalho, na qual é famosa por seus trechos com água.

## História
O rali teve a sua estreia em 1980, na província de Tucumã e foi organizado pelo Automovil Club Argentino. Os vencedores da primeira edição foram Walter Röhrl e Christian Geistdorfer ao volante de um Fiat 131 Abarth. Em 1981, o rali voltou a Tucumán, mas em 1982 não foi realizado em decorrência da Guerra das Malvinas. Em 1983, o rali mudou-se para San Carlos de Bariloche, mas em 1984, firmou-se para a província de Córdoba, onde está até a data presente.
Para atrair mais espectadores, em 2007, o rali aconteceu em duas etapas, sendo uma no Estádio Monumental de Nuñez, em Buenos Aires, e outra seção decorreu no Estádio Chateau Carreras, na cidade de Córdoba. Em 2012, o evento teve o maior traçado do Campeonato Mundial de Rali na era moderna, com 482.8 km (300 mi) de extensão, divididas em 19 etapas.

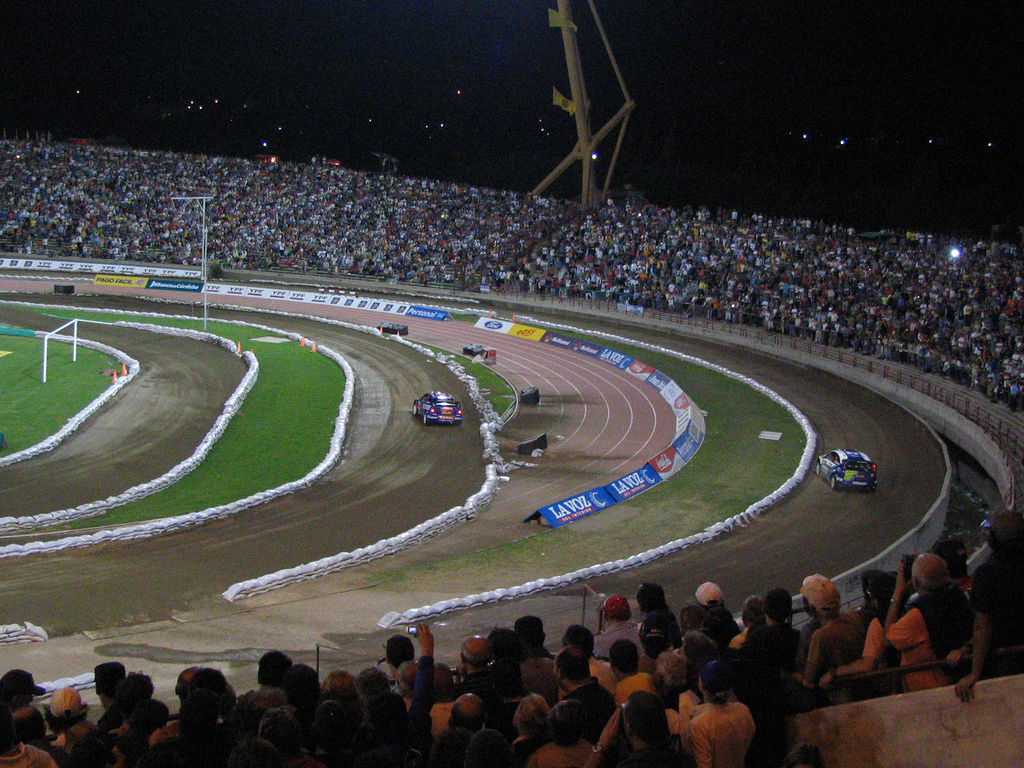
Marcus Grönholm e Sébastien Loeb em um super-especial.

Após dois anos sem receber corridas por conta da pandemia de COVID-19, as atividades retornaram em 2022 com o Campeonato Sul-Americano de Rally, entretanto, por motivos financeiros e ter tido sua candidatura rejeitada, não entrou para o Campeonato Mundial de Rali.

## Vencedores
- Em fundo rosa, edições que não integraram o WRC

| Ano                      | Piloto             | Carro      |
| ------------------------ | ------------------ | ---------- |
| 2023                     | Alejandro Cancio   | Škoda      |
| 2022                     | Marcos Ligato      | Citroën    |
| Não houve em 2020 e 2021 |                    |            |
| 2019                     | Thierry Neuville   | Hyundai    |
| 2018                     | Ott Tänak          | Toyota     |
| 2017                     | Thierry Neuville   | Hyundai    |
| 2016                     | Hayden Paddon      | Hyundai    |
| 2015                     | Kris Meeke         | Citroën    |
| 2014                     | Jari-Matti Latvala | Volkswagen |
| 2013                     | Sébastien Loeb     | Citroën    |
| 2012                     | Sébastien Loeb     | Citroën    |
| 2011                     | Sébastien Loeb     | Citroën    |
| 2010                     | Juho Hänninen      | Škoda      |
| 2009                     | Sébastien Loeb     | Citroën    |
| 2008                     | Sébastien Loeb     | Citroën    |
| 2007                     | Sébastien Loeb     | Citroën    |
| 2006                     | Sébastien Loeb     | Citroën    |
| 2005                     | Sébastien Loeb     | Citroën    |
| 2004                     | Carlos Sainz       | Citroën    |
| 2003                     | Marcus Grönholm    | Peugeot    |
| 2002                     | Carlos Sainz       | Ford       |
| 2001                     | Colin McRae        | Ford       |
| 2000                     | Richard Burns      | Subaru     |
| 1999                     | Juha Kankkunen     | Subaru     |
| 1998                     | Tommi Mäkinen      | Mitsubishi |
| 1997                     | Tommi Mäkinen      | Mitsubishi |
| 1996                     | Tommi Mäkinen      | Mitsubishi |
| 1995                     | Jorge Recalde      | Lancia     |
| 1994                     | Didier Auriol      | Toyota     |
| 1993                     | Juha Kankkunen     | Toyota     |
| 1992                     | Didier Auriol      | Lancia     |
| 1991                     | Carlos Sainz       | Toyota     |
| 1990                     | Miki Biasion       | Lancia     |
| 1989                     | Mikael Ericsson    | Lancia     |
| 1988                     | Jorge Recalde      | Lancia     |
| 1987                     | Miki Biasion       | Lancia     |
| 1986                     | Miki Biasion       | Lancia     |
| 1985                     | Timo Salonen       | Peugeot    |
| 1984                     | Stig Blomqvist     | Audi       |
| 1983                     | Hannu Mikkola      | Audi       |
| Não houve em 1982        |                    |            |
| 1981                     | Guy Fréquelin      | Talbot     |
| 1980                     | Walter Röhrl       | Fiat       |
| Fonte:                   |                    |            |

### Múltiplos vencedores
| Vitórias | Piloto         | Anos                 |
| -------- | -------------- | -------------------- |
| 8        | Sébastien Loeb | 2005-2009, 2011-2013 |
| 3        | Miki Biasion   | 1986-1986, 1990      |
| 3        | Carlos Sainz   | 1991, 2002, 2004     |
| 3        | Tommi Mäkinen  | 1996-1998            |
| 2        | Jorge Recalde  | 1988, 1995           |
| 2        | Didier Auriol  | 1992, 1994           |
| 2        | Juha Kankkunen | 1993, 1997           |

| Vitórias | Construtores                   |
| -------- | ------------------------------ |
| 11       | Citroen                        |
| 7        | Lancia                         |
| 4        | Toyota                         |
| 3        | Mitsubishi Hyundai             |
| 2        | Audi Peugeot Subaru Ford Škoda |